# Sindòu
Sindòu (en francès Sinzos) és un municipi francès situat al departament dels Alts Pirineus i a la regió d'Occitània.

## Demografia
| 1962                                       | 1968 | 1975 | 1982 | 1990 | 1999 | 2007 |
| ------------------------------------------ | ---- | ---- | ---- | ---- | ---- | ---- |
| 99                                         | 108  | 102  | 113  | 117  | 124  | 142  |
| Des de 1962: població sense dobles comptes |      |      |      |      |      |      |

## Administració
| Període   | Identitat            | Partit |
| --------- | -------------------- | ------ |
| 1993-1999 | Robert Mailhe        |        |
| 1999-2005 | Jean Bernard Barrère |        |
| 2005-     | Didier Lacassagne    |        |